# Scelotes uluguruensis
Scelotes uluguruensis là một loài thằn lằn trong họ Scincidae. Loài này được Barbour & Loveridge mô tả khoa học đầu tiên năm 1928.